# S-125
L'S-125 (in cirillico: С-125; nome in codice NATO: SA-3 Goa) anche noto come Neva o Pechora, è un sistema missilistico terra-aria sovietico progettato da Aleksej Isaev per ingaggiare velivoli avversari altamente manovrabili, anche a bassa quota, in teatri operativi saturi di contromisure elettroniche.
Basato sul disegno e sistema di guida del predecessore S-75, impiega missili 5V24 in grado di raggiungere velocità prossime a Mach 3; è stato impiegato in numerosi conflitti tra cui quello del Kippur, la guerra civile siriana e la seconda guerra del Nagorno-Karabakh del 2020.
Distribuito presso tutte le forze missilistiche dei paesi del Patto di Varsavia, l'S-125 entrò in servizio nel 1959 e ne venne sviluppata una variante per impiego navale denominata M-1 Volna (in cirillico: Волна; nome in codice NATO: SA-N-1 Goa).
Il sistema visse un momento di rinnovata fama quando il 27 marzo del 1999, nel pieno svolgimento della Guerra del Kosovo, riuscì ad agganciare ed abbattere un F-117 Nighthawk nei pressi di Budjanovci e, un mese più tardi, un F-16. Entrambi i velivoli appartenevano all'USAF.

## Utilizzatori
Venezuela
- Ejército Nacional de la República Bolivariana de Venezuela

11 sistemi di seconda mano consegnati tra il 2011 ed il 2014, ed in servizio al settembre 2018.